# Sønder Bjert Sogn
Sønder Bjert Sogn er et sogn i Kolding Provsti (Haderslev Stift).
I 1800-tallet var Sønder Bjert Sogn et selvstændigt pastorat. Det hørte til Nørre Tyrstrup Herred i Vejle Amt. Sønder Bjert sognekommune blev ved kommunalreformen i 1970 indlemmet i Kolding Kommune.
I Sønder Bjert Sogn ligger Sønder Bjert Kirke.
I sognet findes følgende autoriserede stednavne:
- Agtrup (bebyggelse, ejerlav)
- Agtrup Vig (vandareal)
- Agtrupskov (bebyggelse)
- Agtrupvig (bebyggelse)
- Binderup (bebyggelse, ejerlav)
- Binderup Strand (bebyggelse)
- Binderup Strandskov (areal)
- Binderup Vesterskov (bebyggelse)
- Binderupgård (landbrugsejendom)
- Bjert Strand (bebyggelse)
- Dalager (bebyggelse)
- Herredet (bebyggelse)
- Kellerup (landbrugsejendom)
- Løger Odde (areal)
- Skarre (areal)
- Skarre Odde (areal)
- Skartved (bebyggelse, ejerlav)
- Strårup Mark (bebyggelse)
- Sønder Bjert (bebyggelse, ejerlav)
- Vesterløkke (bebyggelse)
- Vindemose (areal)
- Ålry (bebyggelse)